# Voer-Estruplund Kommune
Ørsted Kommune var en dansk sognekommune i Randers Amt fra 1842 til 1970. Kommunen bestod af Voer og Estruplund Sogne. Den blev ved kommunalreformen i 1970 en del af Rougsø Kommune. Efter strukturreformen i 2007 ligger den tidligere Voer-Estruplund Kommune i Norddjurs Kommune.